# Lagerstroemia
Lagerstroemia és un gènere de plantes amb flors. Conté unes 50 espècies d'arbres i arbusts caducifolis i de fulla persistent i són plantes natives del subcontinent indi, sud-est d'Àsia, nord d'Austràlia i parts d'Oceania. Es cultiven en climes càlids de tot el món. El gènere rep el nom del mercader suec Magnus von Lagerström, qui subministrà a Carl von Linné amb plantes que ell recollia. Són plantes considerades com plantes ornamentals pels seus colors atractius.

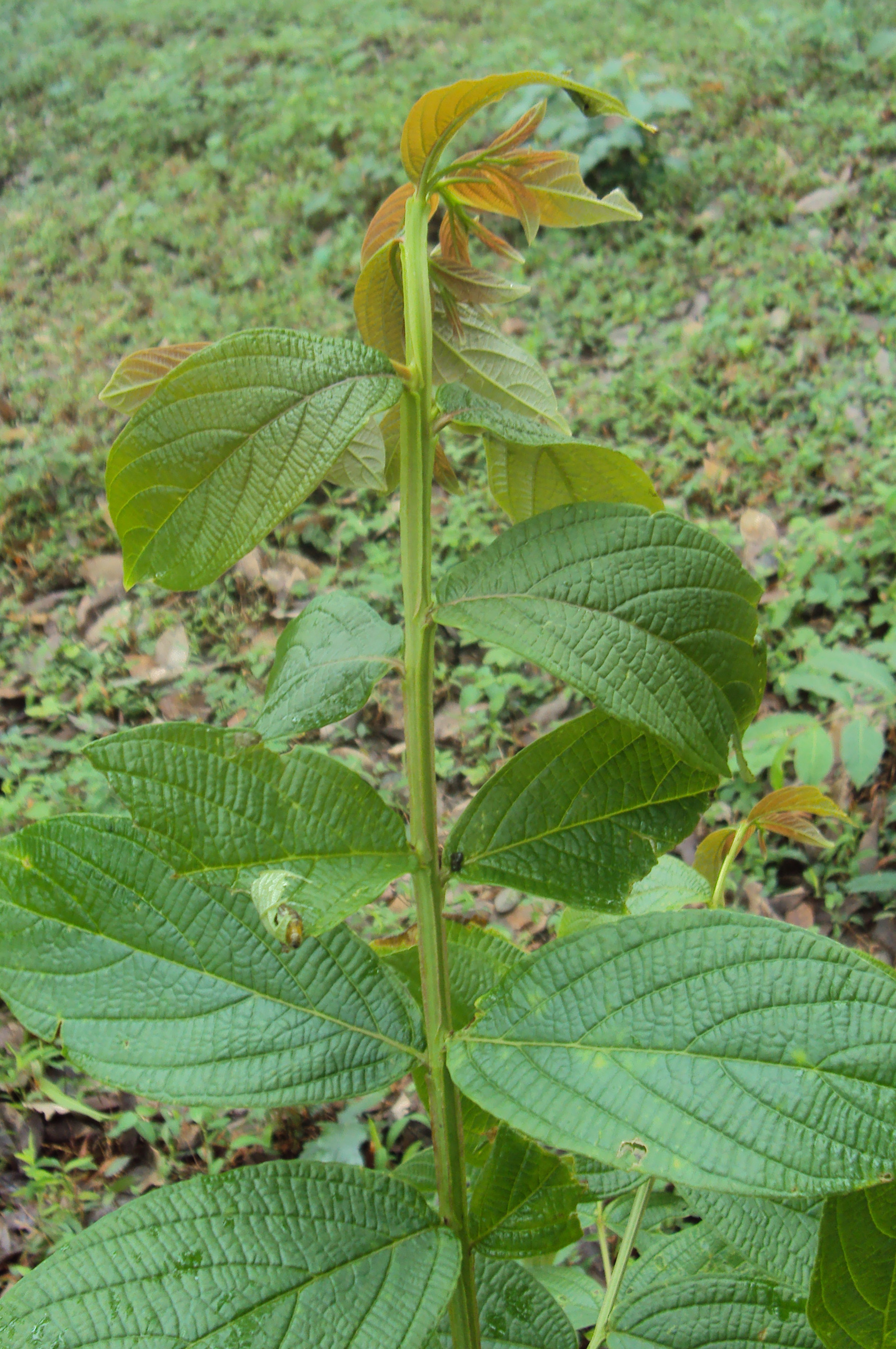
L. microcarpa, fulles

## Algunes espècies

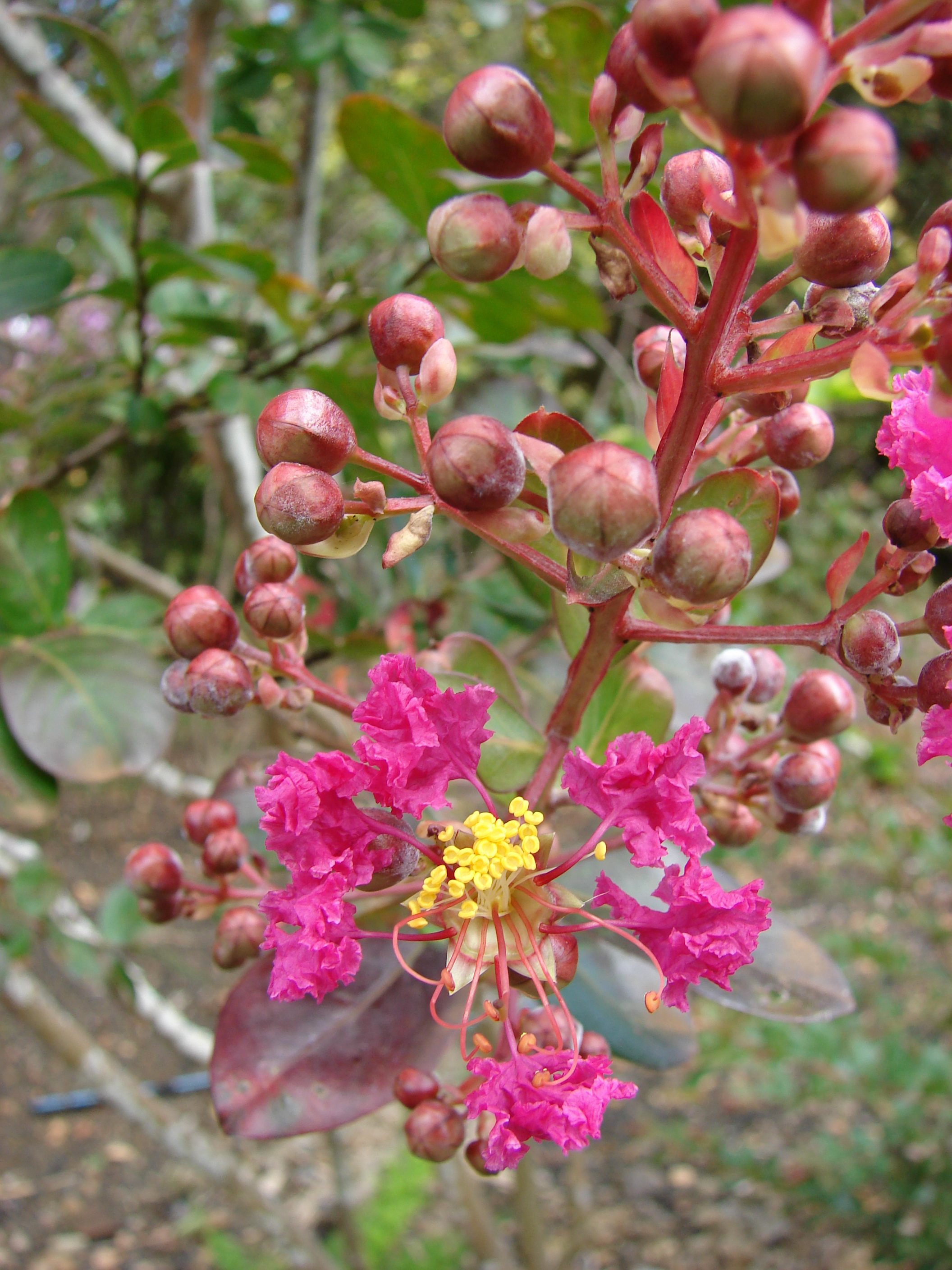
L. indica flors i poncelles florals

- Lagerstroemia anhuiensis X.H. Guo & S.B. Zhou
- Lagerstroemia anisontera
- Lagerstroemia balansae
- Lagerstroemia calyculata
- Lagerstroemia caudata
- Lagerstroemia cristata
- Lagerstroemia excelsa
- Lagerstroemia fauriei
- Lagerstroemia floribunda
- Lagerstroemia fordii
- Lagerstroemia glabra
- Lagerstroemia guilinensis
- Lagerstroemia indica
- Lagerstroemia intermedia
- Lagerstroemia langkawiensis
- Lagerstroemia limii Merr.
- Lagerstroemia loudonii
- Lagerstroemia micrantha
- Lagerstroemia minuticarpa
- Lagerstroemia microcarpa
- Lagerstroemia ovalifolia Teijsm. & Binn.
- Lagerstroemia paniculata (Turcz.) S. Vidal
- Lagerstoemia parviflora
- Lagerstroemia siamica
- Lagerstroemia speciosa
- Lagerstroemia stenopetala
- Lagerstroemia subcostata
- Lagerstroemia subsessilifolia
- Lagerstroemia suprareticulata S.K. Lee & L.F. Lau
- Lagerstroemia tomentosa
- Lagerstroemia turbinata (Koehne)
- Lagerstroemia venusta
- Lagerstroemia villosa